# Phytobia flavosquamata
Phytobia flavosquamata är en tvåvingeart som beskrevs av Spencer 1959. Phytobia flavosquamata ingår i släktet Phytobia och familjen minerarflugor.
Artens utbredningsområde är Nigeria. Inga underarter finns listade i Catalogue of Life.